# Forschungsinstitut für Leder und Kunststoffbahnen
Das Forschungsinstitut für Leder und Kunststoffbahnen (FILK) ist ein Forschungsinstitut der Industrieforschung und eine Ausbildungsstätte in Freiberg (Sachsen).

## Geschichte

Logo

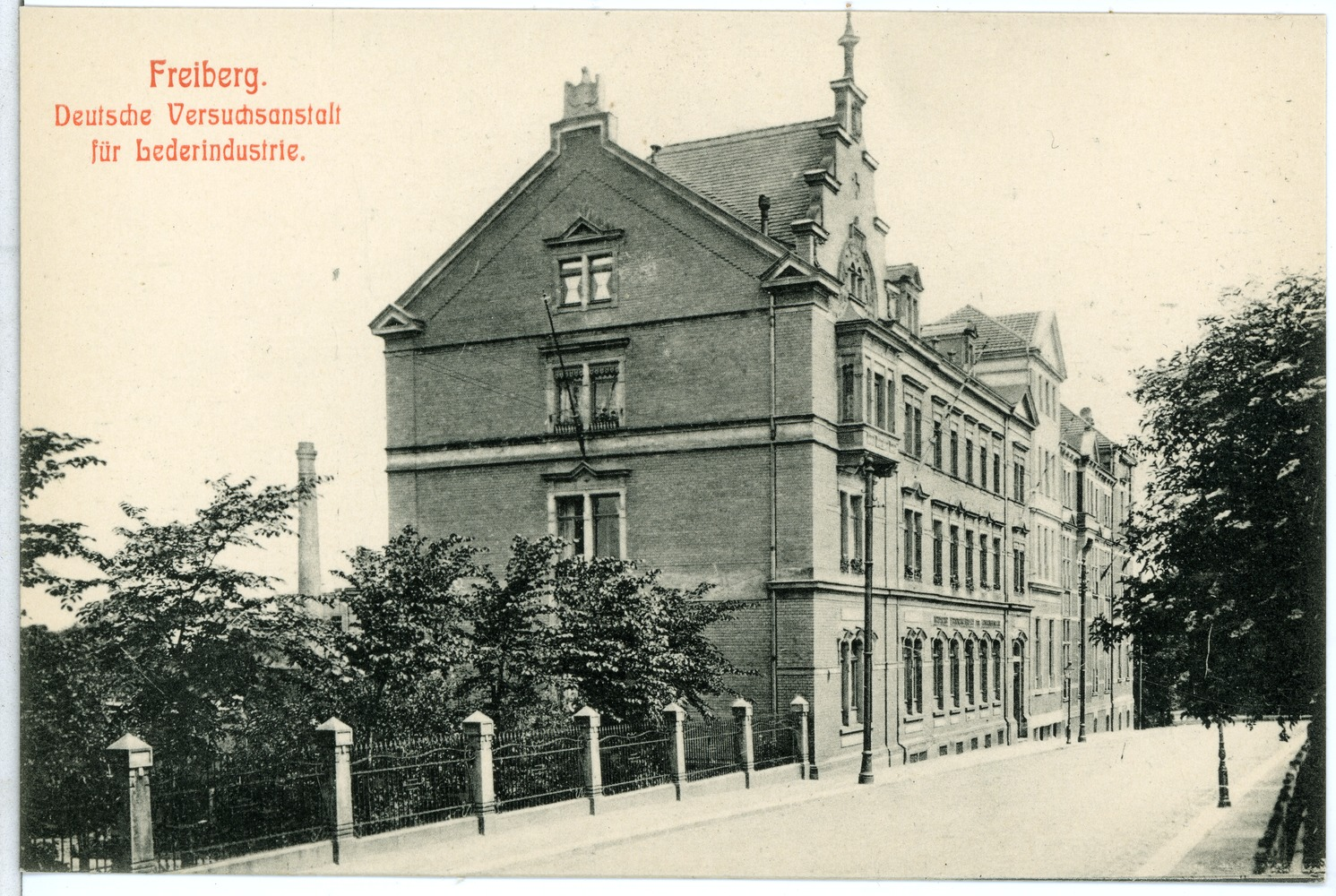
Deutsche Versuchsanstalt für Lederindustrie (1909)

Das heutige Forschungsinstitut geht auf zwei Einrichtungen zurück: zum einen auf die Deutsche Gerberschule, die im Jahr 1889 in Freiberg gegründet wurde; zum anderen auf die Deutsche Versuchsanstalt für Lederindustrie, die 1897 ebenfalls in Freiberg gegründet wurde. Beide Institutionen vereinigten sich im Jahr 1938 zur „Deutschen Versuchsanstalt und Fachschule für Lederindustrie“.
Aufgabe dieser Einrichtungen war neben der Forschung auch die Ausbildung von Fachkräften der Gerberei- und Lederindustrie für Deutschland und Europa und teilweise auch international. 1948 wurde das Institut in Deutsches Lederinstitut Freiberg (DLI) umbenannt. Seit Mitte der 1960er-Jahre wurde das Aufgabengebiet des Instituts stark auf Kunststoffe und Kunststoffbahnen erweitert.
In der Folge wurde der Name des Instituts 1974 in „Forschungsinstitut für Leder- und  Kunstledertechnologie“ geändert. Ab den 1980er Jahren war das Institut an das Kombinat Kunstleder und Pelzverarbeitung angegliedert. Nach der Wende in der DDR im Jahr 1990 wurde das Institut im Jahr 1992 privatisiert und als gemeinnützige GmbH weitergeführt. Seitdem ist es zugleich An-Institut der TU Bergakademie Freiberg. Seit März 2021 lautet die Firmierung FILK Freiberg Institute gemeinnützige GmbH.
Im Jahr 1992 wurde ein Verein zur Förderung des Forschungsinstituts für Leder- und Kunstledertechnologie gegründet, der als Gesellschafter des Instituts fungiert.

## Zeitschrift des Instituts
Zwischen 1949 und 1964 veröffentlichte das Institut unter dem Namen „Gesammelte Abhandlungen des Deutschen Lederinstituts Freiberg“ eine eigene Zeitschrift zum Thema Fell und Leder.